# 마누엘 퐁세

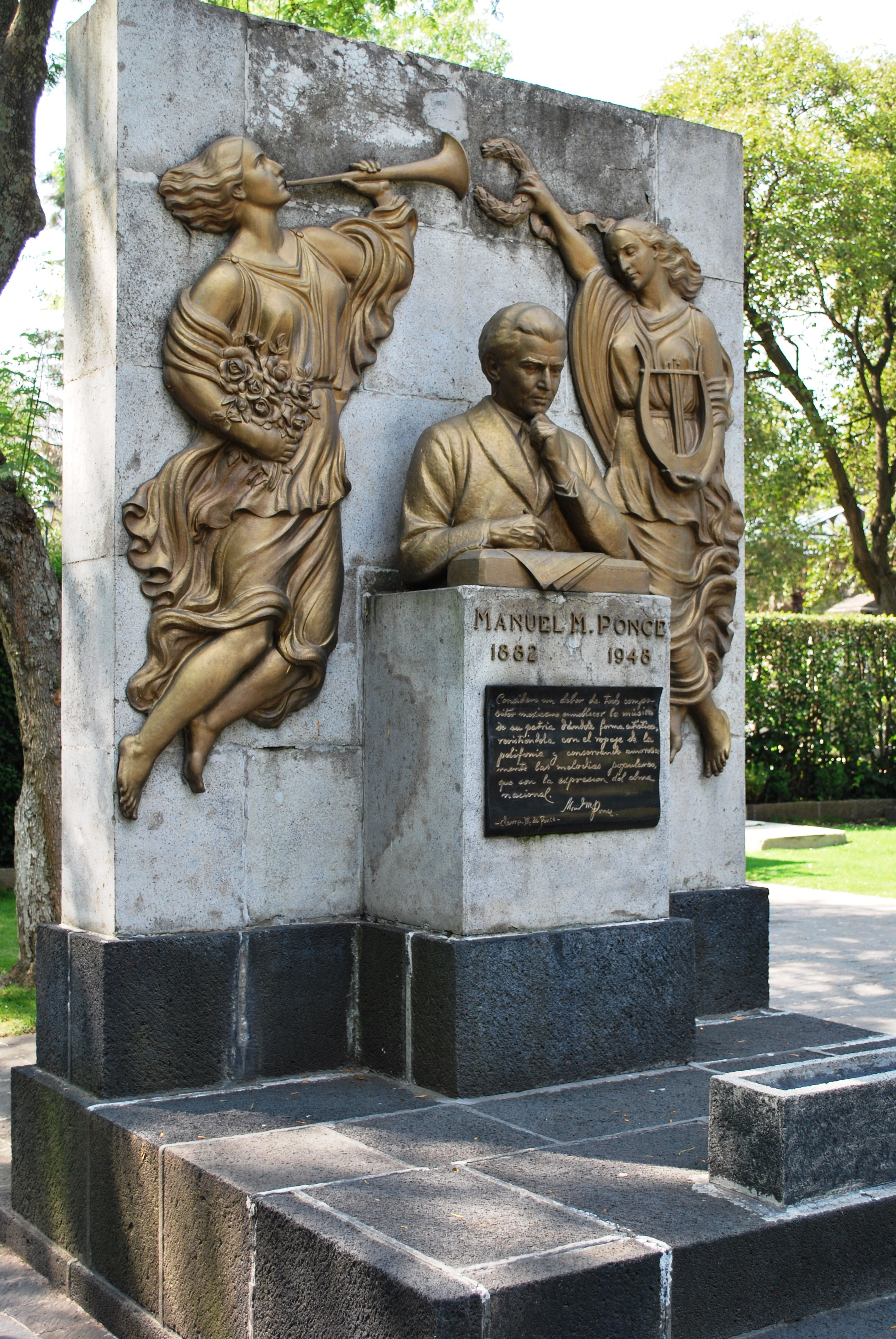

마누엘 폰세(스페인어: Manuel Ponce, 1882년 12월 8일 ~ 1948년 4월 24일)는 멕시코의 오르간 연주자이자 작곡가이다.

## 생애
사카테카스주의 프레스니요 시에서 태어났다. 본업은 오르간 연주자였으나, 멕시코 민요 가운데에서 아름다운 멜로디를 발굴한 뒤 기타곡 등으로 편곡하여 소개했으며, 1948년에 멕시코시티에서 사망했다.

## 작품 세계
작풍은 1912년에 작곡한 가곡 〈작은 별〉(Estrellita)에서 나타나듯이 아름다운 가락에 중점을 둔다. 주요 작품으로는 기타 독주곡 《스물네 개의 전주곡》(1925), 피아노곡 《네 개의 멕시코 춤》(1941), 가곡 〈작은 별〉(1912),  실내악곡 《현악 사중주》(1932), 《현악 삼중주》(1943), 《기타 사중주》(1946), 관현악곡 《차풀테펙》(1934), 기타 협주곡 《남부의 협주곡》(1941), 《바이올린 협주곡》(1943) 등이 있다.